# Jason Knight

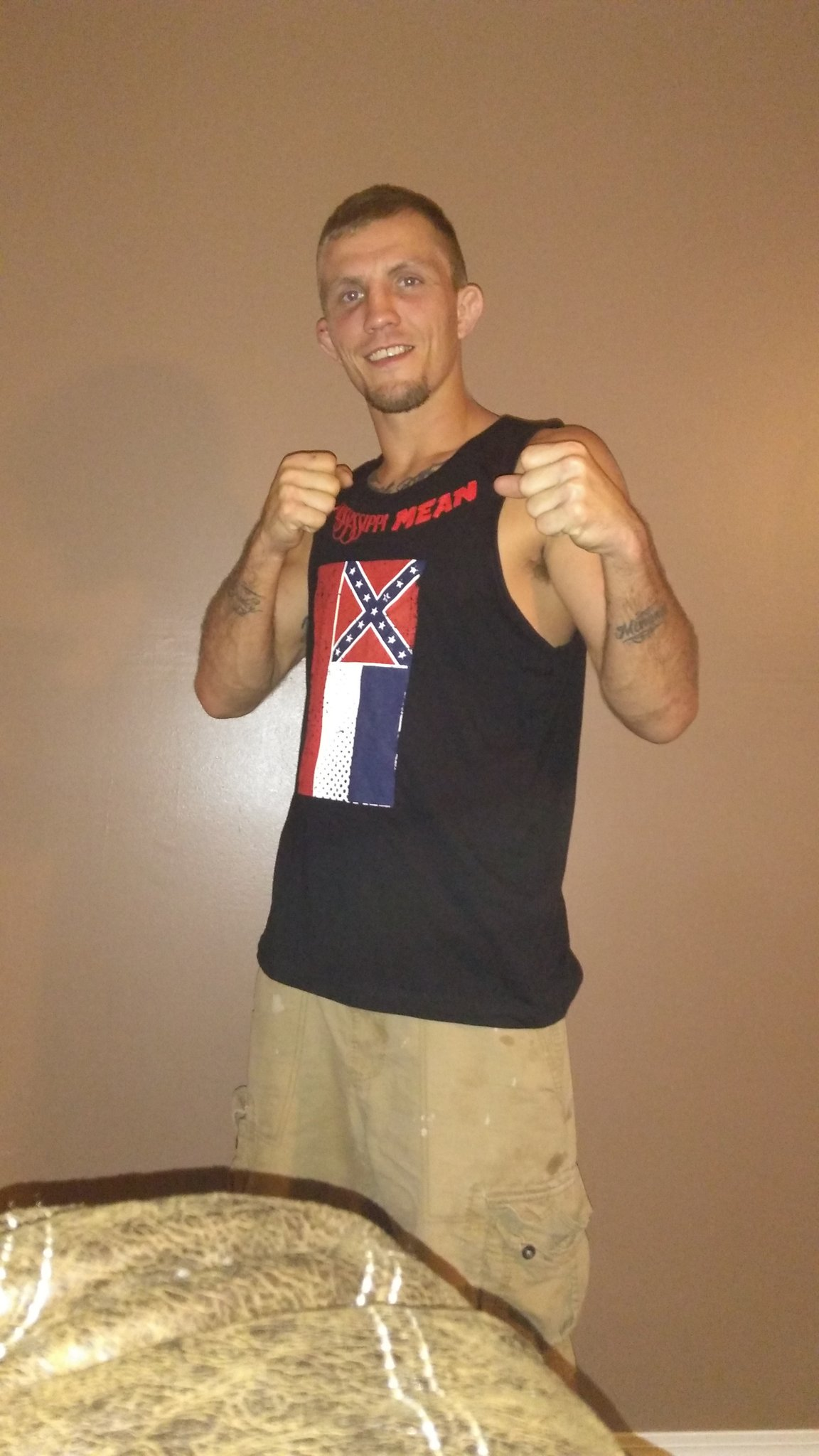
Jason Knight

Jason Knight (D'Iberville, 14 de julho de 1992) é um lutador de artes marciais mistas (MMA) norte-americano,  que atualmente compete na divisão peso-pena do Bare Knuckle Fighting Championship. Lutador profissional desde 2009, ele também já competiu no Titan FC.

## Background
Nascido e criado em D'Iberville, Mississippi, Knight começou a treinar com 14 anos, para ficar fora de problemas e das lutas de rua. Mais tarde, frequentou a D'Iberville da High School, onde largou com 16 anos, e começou a treinar com o veterano do UFC, Alan Belcher.

## Carreira no MMA

### Início de carreira
Knight começou a competir no MMA amador com 14 anos, e fez dez lutas, antes de se tornar profissional, em 2009, aos 17 anos. Ele, então, compilou um cartel de 14-1, e foi contratado pelo UFC.

### Ultimate Fighting Championship
Knight fez sua estreia na promoção contra Tatsuya Kawajiri, em 11 de Dezembro de 2015, no The Ultimate Fighter 22 Finale, substituindo Mirsad Bektic com duas semanas de antecedência. Ele perdeu a luta por decisão unânime.
Knight enfrentou Jim Alers, em 23 de Julho de 2016, no UFC on Fox 20. Ele ganhou a luta por decisão dividida. O combate recebeu o prêmio de Luta da Noite.
Na próxima, Knight enfrentou Dan Hooker, em 26 de Novembro de 2016, no UFC Fight Night: Whittaker vs. Brunson. Ele venceu a luta por decisão unânime.
Knight enfrentou Alex Caceres, em 28 de janeiro de 2017, no UFC on Fox: Shevchenko vs. Peña. Ele ganhou a luta por finalização no segundo round, ganhando seu primeiro prêmio de Performance da Noite.
Knight enfrentou Chas Skelly, em 13 de maio de 2017, no UFC 211.  Ele ganhou a luta por nocaute técnico no terceiro round. A vitória também significou o segundo bônus consecutivo de Knight pela Performance da Noite.
Knight enfrentarou Ricardo Lamas, em 29 de julho de 2017, no UFC 214.

## Vida Pessoal
Knight é casado e tem filhos.

## Títulos e conquistas

### Artes Marciais Mistas
- Ultimate Fighting Championship
  - Luta da Noite (uma vez) vs. Jim Alers
  - Performance da Noite (duas vezes) vs. Alex Caceres, vs. Chas Skelly

- Atlas Fights
  - Campeão Peso-Pena do Atlas Fights (uma vez)
    - Uma defesa de título bem sucedida

  - Campeão Peso-Pena Interino do Atlas Fights (uma vez)

## Cartel no MMA
| Cartel no MMA   |             |            |
| 26 lutas        | 20 vitórias | 6 derrotas |
| Por nocaute     | 3           | 1          |
| Por finalização | 13          | 0          |
| Por decisão     | 4           | 5          |

| Res.    | Cartel | Oponente         | Método                            | Evento                                                    | Data       | Round | Tempo | Local                    | Notas                                                 |
| ------- | ------ | ---------------- | --------------------------------- | --------------------------------------------------------- | ---------- | ----- | ----- | ------------------------ | ----------------------------------------------------- |
| Derrota | 20-6   | Jordan Rinaldi   | Decisão (unânime)                 | UFC 230: Cormier vs. Lewis                                | 03/11/2018 | 3     | 5:00  | Nova Iorque, Nova Iorque |                                                       |
| Derrota | 20-5   | Makwan Amirkhani | Decisão (dividida)                | UFC Fight Night: Thompson vs. Till                        | 27/05/2018 | 3     | 5:00  | Liverpool                |                                                       |
| Derrota | 20-4   | Gabriel Benítez  | Decisão (unânime)                 | UFC Fight Night: Swanson vs. Ortega                       | 09/12/2017 | 3     | 5:00  | Fresno, Califórnia       |                                                       |
| Derrota | 20-3   | Ricardo Lamas    | Nocaute Técnico (socos)           | UFC 214: Cormier vs. Jones II                             | 29/07/2017 | 1     | 4:34  | Anaheim, California      |                                                       |
| Vitória | 20-2   | Chas Skelly      | Nocaute Técnico (socos)           | UFC 211: Miocic vs. Dos Santos II                         | 13/05/2017 | 3     | 0:39  | Dallas, Texas            | Performance da Noite.                                 |
| Vitória | 19-2   | Alex Caceres     | Finalização (mata leão)           | UFC on Fox: Shevchenko vs. Peña                           | 28/01/2017 | 2     | 4:21  | Denver, Colorado         | Performance da Noite.                                 |
| Vitória | 18-2   | Dan Hooker       | Decisão (unânime)                 | UFC Fight Night: Whittaker vs. Brunson                    | 27/11/2016 | 3     | 5:00  | Melbourne                |                                                       |
| Vitória | 17-2   | Jim Alers        | Decisão (dividida)                | UFC on Fox: Holm vs. Shevchenko                           | 23/07/2016 | 3     | 5:00  | Chicago, Illinois        | Luta da Noite.                                        |
| Derrota | 16-2   | Tatsuya Kawajiri | Decisão (unânime)                 | The Ultimate Fighter: Team McGregor vs. Team Faber Finale | 11/12/2015 | 3     | 5:00  | Las Vegas, Nevada        | Estreia no UFC.                                       |
| Vitória | 16-1   | Musa Khamanaev   | Finalização (triângulo)           | Titan FC 35                                               | 19/09/2015 | 2     | 3:06  | Ridgefield, Washington   |                                                       |
| Vitória | 15-1   | Thiago Moisés    | Decisão (unânime)                 | Atlas Fights 25                                           | 30/05/2015 | 3     | 5:00  | Biloxi, Mississippi      | Defendeu o Cinturão Peso Pena do Atlas Fights.        |
| Vitória | 14-1   | Michael Roberts  | Decisão (unânime)                 | Atlas Fights 23                                           | 14/09/2014 | 5     | 5:00  | Biloxi, Mississippi      | Ganhou o Cinturão Peso Pena Vago do Atlas Fights.     |
| Vitória | 13-1   | Gilbert Burgos   | Finalização (gogoplata)           | Atlas FC 4                                                | 21/06/2014 | 1     | 1:23  | Biloxi, Mississippi      | Retornou ao Peso Pena.                                |
| Vitória | 12-1   | Harry Johnson    | Finalização (von flue)            | V3 Fights: Johnson vs. Shuffield                          | 12/04/2014 | 2     | 4:38  | Memphis, Tennessee       |                                                       |
| Vitória | 11-1   | Tony Way         | Finalização (triângulo invertido) | Atlas Fights: Battle on Mobile Bay                        | 04/04/2014 | 1     | 2:03  | Mobile, Alabama          |                                                       |
| Vitória | 10-1   | Ronald Jacobs    | Nocaute Técnico (socos)           | Atlas Fights 20                                           | 18/01/2014 | 1     | 1:43  | Biloxi, Mississippi      |                                                       |
| Vitória | 9-1    | Bradley Collins  | Finalização (chave de braço)      | Atlas Fights 19                                           | 16/11/2013 | 1     | 1:06  | Biloxi, Mississippi      | Retornou aoPeso Leve.                                 |
| Vitória | 8-1    | Matt McCook      | Finalização (mata leão)           | Atlas Fights 13                                           | 16/11/2013 | 1     | 0:52  | Biloxi, Mississippi      |                                                       |
| Derrota | 7-1    | Michael Roberts  | Decisão (unânime)                 | Atlas Fights 12                                           | 22/09/2012 | 3     | 5:00  | Biloxi, Mississippi      | Pelo Cinturão Peso Pena Linear do Atlas Fights.       |
| Vitória | 7-0    | Shawn Hayes      | Finalização (triângulo)           | Atlas Fights 10                                           | 11/02/2012 | 3     | 4:33  | Biloxi, Mississippi      | Ganhou o Cinturão Peso Pena Interino do Atlas Fights. |
| Vitória | 6-0    | James Rutherford | Finalização (guilhotina)          | Atlas Fights 9                                            | 11/10/2011 | 1     | 3:31  | Biloxi, Mississippi      |                                                       |
| Vitória | 5-0    | Jonathan Burdine | Nocaute Técnico (socos)           | FFI: Blood and Sand 10                                    | 13/08/2011 | 1     | 2:05  | Biloxi, Mississippi      |                                                       |
| Vitória | 4-0    | Ronald Jacobs    | Finalização (triângulo)           | UEP: Battle at the Beach                                  | 16/01/2010 | 2     | 0:00  | Daphne, Alabama          |                                                       |
| Vitória | 3-0    | Daren Hayes      | Finalização (triângulo)           | UEP: Battle at the Beach                                  | 02/12/2009 | 1     | 3:04  | Orange Beach, Alabama    |                                                       |
| Vitória | 2-0    | Shawn Hayes      | Finalização (chave de braço)      | No Love Entertainment                                     | 07/11/2009 | 1     | 1:50  | Biloxi, Mississippi      |                                                       |
| Vitória | 1-0    | Patrick Needham  | Finalização (triângulo)           | UEP: The Reckoning                                        | 24/09/2009 | 1     | 1:10  | Orange Beach, Alabama    |                                                       |